# Eugène Gigout

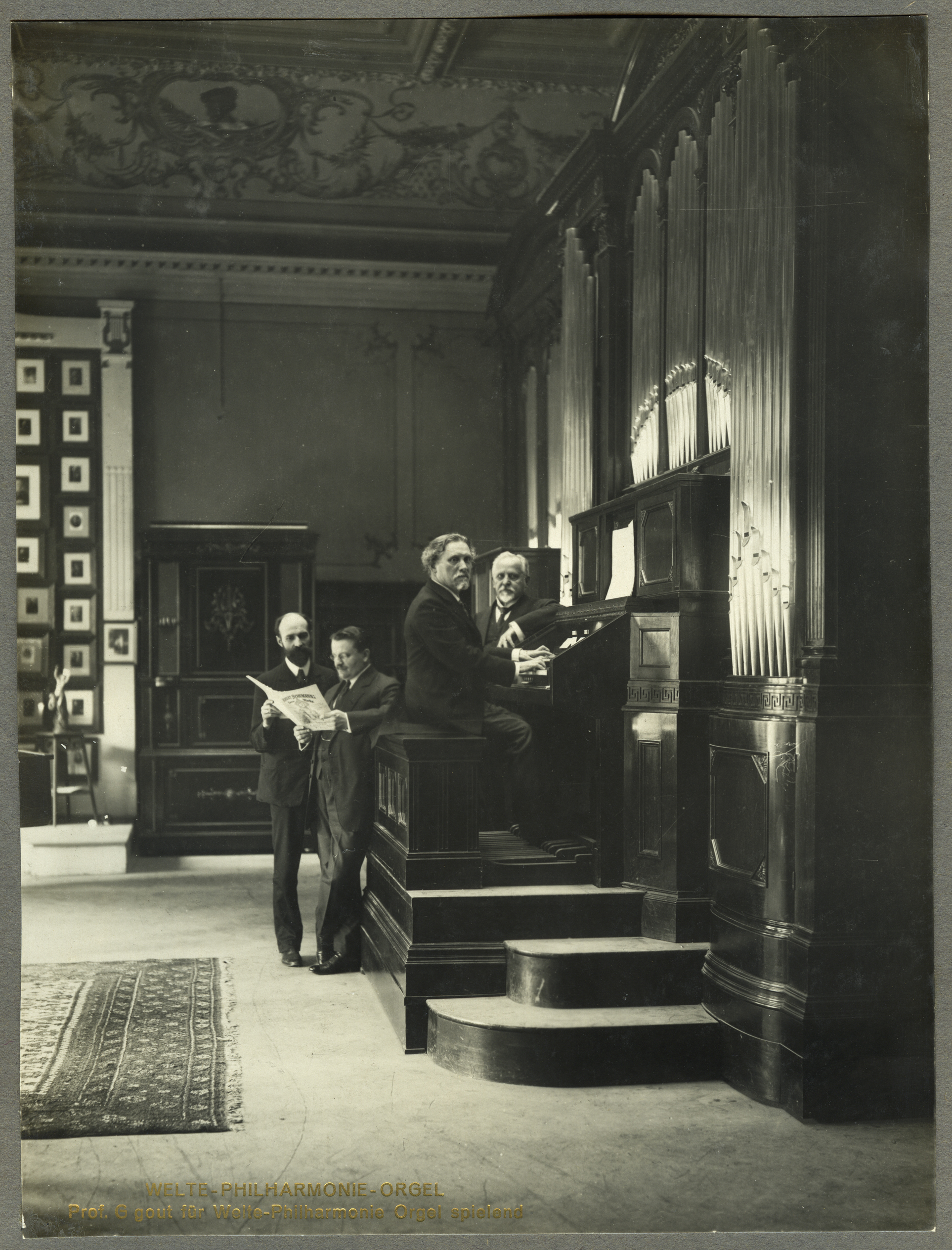
Sesión de grabación con Eugène Gigout (1912)

Eugène Gigout (Nancy , 23 de marzo de 1844 — París, 9 de diciembre de 1925) fue un organista y compositor posromántico francés de música para órgano.

## Trayectoria
Alumno de Camille Saint-Saëns, Eugène Gigout ejerció durante 62 años como organista de la iglesia de Saint-Augustin en París, y fue sustituido en el cargo en 1924 por Jean Huré. Fue ampliamente conocido en su época como maestro del órgano, y fue considerable su producción musical para dicho instrumento. Reconocido igualmente como notable improvisador, fundó su propia escuela musical.
Las composiciones más notables de Gigout son sus 10 pièces pour orgue (10 piezas para órgano), compuestas en 1890, que incluyen la Toccata en si menor, su creación más conocida, que aún hoy se interpreta con frecuencia en los recitales de órgano. Algo menos conocido e incluido en la misma colección es el Scherzo en mi mayor.
Otras composiciones notables de Gigout son el Grand Choeur Dialogué y la Marche Religieuse.
Las obras de Gigout se encuentran disponibles en varias grabaciones comerciales.
Entre los discípulos de este autor se encuentran Léon Boëllmann, André Fleury, Henri Gagnon, André Marchal, André Messager y Albert Roussel.